# Ready Player One
Ready Player One (Brasil: Jogador Nº 1 / Portugal: Ready Player One - Jogador 1) foi o primeiro livro escrito por Ernest Cline. O livro é um romance com uma temática futurista. Foi lançado originalmente em 16 de agosto de 2011 pela Random House. A história se passa no ano de 2045, o mundo passa por uma grande crise energética, destruição e pobreza são os cenários mais comuns. A única escapatória é o OASIS, uma realidade virtual onde a maioria das pessoas passa grande parte do seu tempo. No OASIS as pessoas estudam, trabalham, jogam e interagem umas com as outras, assim elas economizam combustível (recurso escasso), evitam ficar muito tempo em contato com a poluição e tem mais acesso a cultura e informações.

## Sinopse
No ano de 2045, Wade Watts, como a maior parte da humanidade, gasta seu tempo acordado no OASIS. Ele funciona tanto como um MMORPG e como sociedade virtual, para fugir de sua realidade. Como outros, Wade sonha em descobrir um Easter Egg escondido pelo criador do OASIS dentro de um dos milhares de mundos virtuais do game. O falecido James Halliday estipulou em seu testamento que a pessoa que descobrir o Easter Egg vai herdar todos os seus bens, incluindo a gestão e controle do próprio OASIS, um prêmio no valor de centenas de bilhões de dólares.
Durante anos, milhões lutaram inutilmente para alcançar o prêmio, sabendo apenas que pistas de Halliday são baseadas na cultura pop dos anos 1980; estes indivíduos tornam-se conhecidos como "caça-ovos". Wade torna-se o primeiro caça-ovo a encontrar, com sucesso, a primeira das três chaves necessárias para desbloquear o ovo, e se encontra com a caça-ovo Art3mis no processo. Seu sucesso, e os seguintes sucessos de Art3mis, seu melhor amigo Aech, e os irmãos Daito e Shoto, ganham a atenção de Nolan Sorrento, o chefe da "Division Oology" (a ciência da busca de Easter Egg de Halliday) na Innovative Online Industries (IOI). A IOI é uma corporação multinacional que almeja tomar o controle do OASIS e transforma-lo em uma distopia societária, na qual os usuários OASIS seriam cobrados mensalmente para terem acesso ao OASIS e seriam “bombardeados” por propagandas. Quando Wade se recusa a ajudá-los a encontrar a primeira chave, Sorrento e seus associados tentam assassinar Wade bombardeando sua “pilha” matando seus vizinhos e sua tia no processo, embora ele saia ileso.
Wade, percebendo até onde Sorrento é capaz de ir para alcançar a vitória na caça e reivindicar a propriedade de Halliday, foge para Columbus, Ohio e começa a viver sob uma identidade falsa, enquanto continua sua caçada. Durante este tempo, ele cresce perto de Art3mis, e os dois começam um relacionamento online. Em uma festa de aniversário para Ogden Morrow, um dos administradores e criadores originais do OASIS, Wade admite seu amor por Art3mis, embora ela não retribua seus sentimentos. Os dois se separam após outro ataque dos "Sixers" (o termo usado para se referir a Gunters corporativos militaristas da IOI).
Logo após a rejeição de Art3mis, Wade cresce mais recluso, ignorando o mundo exterior, tanto quanto possível e dedica-se inteiramente à caça. Durante este tempo, ele também perde o contato com Aech devido ao seu estado emocional vulnerável, embora ele se torne mais próximo de Daito e Shoto, criando uma amizade duradoura. Eventualmente, enquanto Wade está fazendo um trabalho de suporte técnico, como forma de compensar as despesas, Art3mis encontra a segunda das três chaves necessárias para terminar a caçada. Wade repreende-se por permitir que seus sentimentos interferissem na caça e esforça-se mais para encontrar também a segunda chave. Com um pouco de ajuda de Aech, Wade consegue fugir de Sorrento e seu exército de Sixers e reivindica a segunda chave para si mesmo também. Durante este tempo, o avatar do Daito é removido do placar, e Wade acredita que ele foi morto em batalha. Shoto visita o reduto de Wade e revela que os Sixers realmente tinham assassinado Daito, não só no Oasis, mas também na vida real, jogando-o da janela de seu prédio para retirar o seu avatar da competição definitivamente. Shoto promete fazer Sorrento pagar, e ele e Wade partem como amigos.
Enquanto Wade, Aech, Art3mis, e Shoto tentavam completar o desafio do segundo portão, o placar do progresso da caça, mostra que Sorrento e seus comparsas se mudaram com sucesso para as primeiras posições e conseguiram a terceira e última chave, e estão o mais próximo que alguém já esteve de ganhar a caça. A maioria dos Gunters acreditam que isso significa mais, e que Sorrento ainda não reivindicou o prêmio por algum motivo. Wade consegue encontrar o caminho para a terceira chave, através de outra série de desafios, e a reivindica para si mesmo. Enquanto ele faz, ele encontra um pequeno indício de que Sorrento não conseguiu vencer o desafio final, e percebe que o jogo vai continuar.
Quando a localização do portão final se torna de conhecimento do público, Sorrento ergue um campo de força impenetrável ao redor do castelo Anorak, que originalmente pertencia a James Halliday. Wade prepara um plano para derrotar Sorrento e trazer o campo a baixo, para permitir que outros Gunters tenham uma chance de “zerar” o portão final e reivindicar o prêmio. Ele se permite ser sequestrado, sob seu nome falso, por uma divisão corporativa da IOI, que também atua como polícia. De dentro da empresa, ele “hackeia” os bancos de dados da IOI e estabelece um plano, que já está em andamento, para destruir o campo de força e ganhar a caça. Wade então foge sede do IOI e se encontra com Aech, Art3mis, e Shoto on-line para discutir seus planos. Durante esta reunião, eles são interrompidos por Ogden Morrow, que lhes oferece um refúgio seguro em sua casa em Oregon, a partir da qual eles podem conduzir sua batalha contra a IOI e ganhar a caçada.
Wade encontra Aech (que se revelou ser na verdade uma mulher Afro-Americana ao invés de um homem, branco, como seu avatar demonstrava), e os dois viajaram para Oregon. O plano de Wade é colocado em andamento, e uma bomba do arsenal dos Sixers é detonada contra o mago que mantinha o campo erguido. Com a morte do mago o campo de força caiu. Na batalha que se seguiu, avatar do Shoto é morto por Sorrento, que está pilotando uma recriação do Mechagodzilla do filme “Godzilla vs. Mechagodzilla”. Wade, usando um artefato que dá a ele os poderes do Ultraman, mata o avatar de Sorrento em um ato de retaliação e se aproxima do portão. Enquanto Wade, Art3mis, e Aech tentam abri-lo são mortos por um artefato mágico extremamente poderoso, conhecido como o Cataclyst, de uma força Sixer secundária. Além disso, todos os outros usuários OASIS presentes no planeta e no setor atual são destruído, totalizando mais da metade da população OASIS. Wade consegue sobreviver à explosão, graças a um artefato ,que conseguiu durante a busca da terceira chave (uma ficha de fliperama), que lhe proporciona uma segunda vida.
Wade finalmente consegue entrar no terceiro portão e permanecer à frente de Sorrento, que assumiu o controle de outro avatar e está logo atrás dele no desafio do portão. Wade completa-o com sucesso em primeiro lugar, encontra o Easter egg de Halliday, e é nomeado o vencedor do concurso. Uma versão pré-definida de Halliday da à Wade o acesso de superusuário do OASIS, com habilidades para matar e reviver outros avatares á sua descrição, e teleportar-se para qualquer lugar dentro do OASIS à vontade. Ele também mostra como Wade pode apagar completamente o OASIS se ele sentir que é necessário, para permitir que a humanidade retorne às suas vidas reais. No final, Wade revive Aech, Art3mis, Shoto e Sorrento é preso por assassinar Daito e tentar assassinar Wade. Art3mis finalmente encontra Wade em pessoa, e os dois decidem reacender seu relacionamento após a sua vitória.

## Gunters
Um Gunter é a abreviação de " Egg Hunter", ou seja, um usuário do OASIS que procura o easter egg de Halliday.
Gunters são compostos de milhões de pessoas de todo o mundo que gastam todo o seu tempo à procura do easter egg de Halliday. Embora cada usuário OASIS tenha um dia alegado ser um gunter, o número real começou a diminuir ao longo dos anos. Conforme o tempo passava e a primeira pista não tinha sido encontrado, parecia que a caçada ao Easter Egg era um mito criado pela loucura de Halliday em seus últimos meses de vida.
Gunters podem embarcar na missão sozinho ou participar de um clã Gunter; embora clãs de Gunters forneça camaradagem e apoio entre os membros,uma regra estipula que caso um do integrantes ache uma pista ou encontra o easter egg, eles serão obrigados a partilhar a informação com todos os outros membros. Por essas razões, muitos Gunters escolhem embarcar sozinhos em sua missão, com um pequeno grupo de amigos, outros participam de um clãs.[carece de fontes?]

## Personagens
- Wade Owen Watts/Wade3/Parzival/Persival: é o protagonista, um órfão pobre das "pilhas" que circunda a metrópole de Oklahoma. No OASIS Wade é conhecido como Parzival, fazendo uma referencia ao famoso cavaleiro do rei Arthur que dedicou sua vida em busca do Graal, já que Wade dedica sua vida na busca do easter egg de Halliday.
- Aech: é o melhor amigo de Wade, além de um companheiro/rival na caça do easter egg de Halliday.
- Samantha Evelyn Cook/Art3mis – a famosa gunter e blogueira do Canada. Wade é apaixonado por ela, isso é um problema por causa da competição na busca do easter egg
- Nolan Sorrento/IOI-655321 – um funcionário de alto escalão do Innovative online Industries, uma empresa multinacional que atua como um provedor de serviços de Internet para a maior parte do mundo e espera para assumir e rentabilizar o OASIS . Sorrento é chefe de Oology ( a ciência da busca de ovo de Páscoa de Halliday ) Division da IOI, e serve como o principal antagonista do romance
- Daito e Shoto – Gunters japoneses que trabalham como um time na busca do easter egg. Eles têm uma relação em geral tensa, mas às vezes amigável, com Wade, Aech, e Art3mis.
- James Donovan Halliday/Anorak – Criador do OASIS. Ele é baseado nas personalidades de Howard Hughes e Richard Garriott.
- Ogden Morrow – Co-criador do OASIS e o melhor amigo de James Halliday. Ele é um dos poucos no mundo que é rico e pode pagar luxos que a maioria das pessoas não pode. Sua aparência e personalidade são descritos como sendo " um cruzamento entre Albert Einstein e Papai Noel . " Apesar de ser rico, ele é humilde e respeita o jogo de seu amigo falecido e caçada pelo easter egg.

## Filme
Os direitos do filme foram comprados pela Warner Bros e no mesmo dia Cline finalizou o seu contrato com a editora Random House. Um ano antes da publicação do romance, Donald De Line concordou em produzir com Cline a adaptação do romance em um roteiro. Steven Spielberg assinou contrato para dirigir em março de 2015. O filme foi lançado em 11 de março de 2018.